# Élisabeth Kontomanou
Élisabeth Lurline Véronique Kontomanou (30 novembre 1961 à Lyon) est une chanteuse de jazz française d'origine gréco-guinéenne, fille de Jo Maka, musicien de jazz guinéen.
Dès son enfance et son adolescence, Kontomanou se passionne pour la musique (de Maria Callas aux musiques afro-américaines). En 1980, elle s'installe en Suède puis revient à Paris en 1986 où elle fonde le quartet "Conversation", victoire au Concours de La Défense, avec lequel elle tourne en France. En 1986, elle est engagée par Michel Legrand pour interpréter le rôle principal (musical) dans le film "Masque de lune" et pour une série de concerts, tandis que le pianiste Alain Jean-Marie lui organise une tournée aux Antilles.
Partie en 1995 à New York, elle y rencontre des musiciens et est recrutée pour des tours de chant et des enregistrements. Dix ans plus tard, elle part vivre à Paris, où elle compose la chanson "Waiting for Spring" puis l'album "Back to my Groove", très remarqué par la critique spécialisée.
En 2008, l'album "Brewin' the Blues", encensé par la presse généraliste, et la tournée qu'il inspire, consacrent la notoriété d'Élisabeth Kontomanou dans le grand public.
Sacrée "meilleur artiste vocal" aux Victoires du jazz en 2006, Élisabeth Kontomanou a travaillé avec des artistes venus de tous les horizons musicaux, dont Michel Legrand, Mike Stern, John Scofield, Alain Jean-Marie (qui a également travaillé avec son père), Jean-Michel Pilc, Darryl Hall, Franck Amsallem, Toots Thielemans, Richard Bona, Stéphane Belmondo, Jacques Schwarz-Bart, Leon Parker ou Geri Allen.

## Récompenses
- 2006 : Victoires du jazz dans la catégorie Artiste ou formation vocal(e) français(e) ou de production française de l'année

## Discographie

### En tant que leadeuse
- 1999 : Embrace
- 2000 : Hands And Incantation avec le pianiste Jean-Michel Pilc
- 2004 : Midnight Sun, Plus Loin Music
- 2005 : Waitin' For Spring, Plus Loin Music
- 2005 : A Week in Paris (A Tribute To Strayhorn) avec le pianiste Franck Amsallem
- 2007 : Back To My Groove, Plus Loin Music
- 2008 : Brewin' The Blues, Plus Loin Music
- 2009 : Siren Song - Live At Arsenal, Plus Loin Music
- 2011 : Secret of the Wind (feat. Geri Allen), Outnote
- 2014 : Amoureuse, Plus Loin Music

### En tant qu'invitée
- 2007 : L'Étrange Fleur de Leïla Olivesi (Nocturne)